# عصمت منصور (فلسطيني)
عصمت منصور (1976- ) هو كاتب وباحث في الشأن الإسرائيلي وأسير محرر، ولد في العاصمة الأردنية عمان في الثامن عشر من شهر تشرين الثاني عام 1976، درس المرحلة الأساسية في مدرسة دير جرير، ثم انتقل إلى مدرسة عين يبرود الثانوية، وحصل على الثانوية العامة في سجون الاحتلال عام 1996، والتحق بالدراسة في الجامعة العبرية في تخصص الصحافة الإعلام، وحصل على دبلوم في اللغة العبرية عام 2021، وعلى شهادة مترجم قانوني معتمد للغة العبرية من قبل وزارة العدل الفلسطينية عام 2016.

## أعماله
يعمل منصور في مجال الإعلام كمحلل متخصص في الشأن الإسرائيلي وترجمة الصحف العبرية، كما يدير صفحة اللغة العبرية في مرصد كاشف للتربية الإعلامية وتدقيق المعلومات المضللة، وهو كاتب في مراكز أبحاث وصحف ومواقع عربية وفلسطينية حول الشأن الإسرائيلي وقضية الأسرى وقضايا أدبية وثقافية.
أصدر منصور خلال اعتقاله ثلاث روايات هي: (سجن السجن) عام 2008م، و(فضاء مغلق – مجموعة قصصية) عام 2010م، و(السلك) عام 2011م، وصدرت روايته الرابعة بعنوان (الخزنة) عام 2022. شارك في تأليف كتاب الدعاية الإسرائيلية: قراءة في القوة الناعمة عام 2023، كما ونشر عشرات  المقالات والدراسات حول الشأن الإسرائيلي في ملحق مركز مدار للدراسات الإسرائيلية، وله العديد من المقالات الأدبية والثقافية المنشورة في مجلات ومواقع فلسطينية وعربية، وهو عضو الأمانة العامة لاتحاد الكتاب الفلسطينيين منذ عام 2018.

## انتماءه
انتمى منصور في سن مبكرة إلى الجبهة الديمقراطية لتحرير فلسطين خلال الانتفاضة الأولى عام 1987، وشارك في محاولة خطف مستوطن قرب رام الله عام 1993 أدت إلى مقتل المستوطن، ويتنمي منصور إلى التيار اليسار الديمقراطي الوطني والفكر الماركسي التقدمي، غير أنه حدثت لديه تحولات بعد تراجع قوى اليسار في فلسطين والعالم، وعدم تمكنها من تطوير تجربتها، وافتقادها للديمقراطية الداخلية الحقيقية وفق تعبيره.

## اعتقاله
تعرض للاعتقال عام 1993 وصدر بحقه حكماً مخففا بالسجن مدة 22 عام كونه قاصراً لم يبلغ 18 عاما وقت تنفيذ العملية، وجاء اعتقاله وهو في الصف الحادي عشر، ما حرمه من الحصول على الثانوية العامة، كما لم يتمكن من إكمال دراسته في الجامعة العبرية بسبب القيود التي وضعتها مديرية السجون على الدراسة إضافة إلى تكرار نقله بين السجون. كما منع من السفر مدة سبع سنوات متواصلة (2013-2020 )، وتم رفعه بعد التوجه إلى المحكمة العليا، وأعيد فرض المنع بحقه مجدداً لمدة عام واحد بعد إصداره رواية الخزنة عام 2022 لمنعه من الترويج لها والتوقيع عليها في معرض عمان الدولي للكتاب، كونها تتحدث عن تجربة الهرب من سجون الاحتلال.
تولى خلال اعتقاله مسؤلية ممثل الجبهة الديمقراطية في اللجنة الوطنية العامة لمدة 10 سنوات، ومسؤلية لجان الحوار مع إدارة السجن لنفس المدة، كما شغل سكرتير الجبهة ومسؤول فرع السجون (المسؤول عن منظمات الجبهة في كل السجون ومرجعيتها التنظيمية)، وانتخب خلال اعتقاله عام 2008 عضواً في اللجنة المركزية العامة في الجبهة الديمقراطية، واحتفظ بعضويته فيها حتى استقالته من التنظيم عام 2021.